# کالسکه‌رانی
کالسکه‌رانی رشته‌ای است در ورزش سوارکاری که در آن سوارکاران در کالسکه‌های دو یا چهارچرخه، با یک یا چند اسب، در مواد مختلف به رقابت می‌پردازند.